# Maravillas, Zacatecas
Maravillas är en ort i Mexiko.   Den ligger i kommunen Villanueva och delstaten Zacatecas, i den centrala delen av landet, 500 km nordväst om huvudstaden Mexico City. Maravillas ligger 1 982 meter över havet och antalet invånare är 113.
Terrängen runt Maravillas är huvudsakligen lite kuperad. Maravillas ligger nere i en dal. Runt Maravillas är det glesbefolkat, med 12 invånare per kvadratkilometer. Närmaste större samhälle är El Jagüey, 14,7 km norr om Maravillas. I omgivningarna runt Maravillas växer huvudsakligen savannskog.